# 博赫纳积分
在数学中，以萨洛蒙·博赫纳命名的博赫纳积分（英語：Bochner integral）作为简单函数积分的极限，将勒贝格积分的定义推广到在巴拿赫空间中取值的函数。

## 定义
令(X, Σ, μ)为测度空间，B为巴拿赫空间。博赫纳积分以与勒贝格积分相同的方式定义。首先，简单函数是任意如下形式的有限和
{\displaystyle s(x)=\sum _{i=1}^{n}\chi _{E_{i}}(x)b_{i}}
其中E是iσ-代数Σ的不相交元素，bi是B的不同元素，而χE是E的指示函数。如果μ(Ei)每当bi ≠ 0时有限，则简单函数是可积的，积分如下定义
{\displaystyle \int _{X}\left[\sum _{i=1}^{n}\chi _{E_{i}}(x)b_{i}\right]\,d\mu =\sum _{i=1}^{n}\mu (E_{i})b_{i}}
与普通勒贝格积分完全相同。
可测量函数ƒ:X→B是博赫纳可积的，如果存在一列可积的简单函数sn满足
{\displaystyle \lim _{n\to \infty }\int _{X}\|f-s_{n}\|_{B}\,d\mu =0}，
其中左边的积分是普通勒贝格积分。
在这种情形下，博赫纳积分定义为
{\displaystyle \int _{X}f\,d\mu =\lim _{n\to \infty }\int _{X}s_{n}\,d\mu }。
可以证明，函数是博赫纳可积的当且仅当它位于博赫纳空间 {\displaystyle L^{1}}。